# Concile de Hromgla
Le concile de Hromgla (ou Hromkla) (en arménien Հռոմկլայի ժողով, romanisé Hṙomklayi žoġov) est un concile de l'Église apostolique arménienne tenu à Hromgla en avril 1178 ou à Pâques 1179 dont le but est de finaliser l'union avec l'Église orthodoxe. Le concile est convoqué par le catholicos arménien, Nersès IV Chnorhali mais celui-ci étant mort, il est présidé par son neveu et successeur Grégoire IV Tgha, et vise à faire adopter par l'Église apostolique arménienne le résultat des discussions entre Nersès IV Chnorhali et l'Église orthodoxe, entre autres la reconnaissance du dyophysisme, le fait que Jésus-Christ aurait deux natures.
Malgré l'opposition de certains moines et d'un évêque d'Arménie, le concile adopte les propositions de Grégoire IV Tgha et de Nersès IV Chnorhali et signe l'union avec l'Église orthodoxe. Cependant, malgré ces avancées, l'Église orthodoxe se détourne de la question et ne donne pas suite au concile, ne considérant pas les deux Églises comme étant en union à la fin de celui-ci, notamment à cause de la mort de Manuel Ier Comnène en 1180.
Le concile est toujours reconnu par l'Église apostolique arménienne, ainsi, le catholicos Guaréguine I Sarkissian écrit un article en janvier 1999, où il revient sur le concile de Hromgla et l'apport de celui-ci à l'histoire et à la théologie de l'Église apostolique arménienne. Le catholicos Aram Ier Kechichian y consacre aussi un ouvrage, en 2011.

## Contexte
En 1158, la dynastie des Roupénides prend contrôle de la Cilicie arménienne et décide de se vassaliser à l'Empire byzantin. Alors que les relations politiques sont plus ouvertes, la discussion théologique peut reprendre ; le catholicos Grégoire III Pahlavouni envoie son frère et futur successeur Nersès IV Chnorhali pour négocier avec les Byzantins et voir si une union est possible. En 1165, Nersès rencontre le protostator Alexis Comnène à Mopsueste pour discuter de ces problèmes avec lui. Grégoire III Pahlavouni meurt et est remplacé par son frère cadet, Nersès, en 1166.
L'empereur Manuel Ier Comnène, qui a une éducation religieuse, s'intéresse rapidement à la question et décide de demander à Nersès d'envoyer la profession de foi de l'Église apostolique arménienne à Constantinople,,. La lettre en question est connue plus tard comme l'Exposé de la foi de l'Église d'Arménie,. Dans cette lettre, Nersès déclare que l'Église apostolique arménienne reconnaît les deux natures de Jésus-Christ et n'est pas monophysite ou miaphysite, mais qu'elle préfère utiliser la terminologie cyrillienne d'« une seule nature », par tradition,. Il y reconnaît aussi le dyothélisme. Nersès y défend aussi l'iconodulie et reconnaît que certains Arméniens sont iconoclastes, mais les condamne,. Le reste de la lettre concerne des questions pratiques d'organisation, en rapport avec le jeûne ou la liturgie,, ainsi que la date de Noël, que l'Église apostolique arménienne célèbre de manière séparée.
Manuel Ier Comnène est sensible à la lettre et aux propos de Nersès et lui propose de le rejoindre à Constantinople pour poursuivre la discussion,. Nersès répond qu'il serait mieux que l'empereur envoie un représentant à Hromgla, le siège catholicossal, pour y discuter,. Deux représentants, un théologien nommé Théorien et un higoumène arménien orthodoxe nommé Jean Outman sont envoyés. Ils apportent avec eux une série de demandes de l'empereur qui concernent non seulement des points dogmatiques, mais aussi des points liturgiques ou des questions d'organisation, qui gênent Nersès par leur sévérité,. Après une discussion tenue en 1170 entre ces représentants et les évêques arméniens, dont Nersès et le futur Grégoire IV Tgha, toujours conservée dans la Patrologie Grecque,, il est décidé d'organiser un concile dans les années à venir et Nersès envoie une lettre synodale pour parler de l'union aux clercs arméniens et les convoquer à un concile,,,,, malgré le fait que les Roupénides soient désormais indépendants.
Nersès IV Chnorhali meurt en 1173. Son neveu lui succède sous le nom de Grégoire IV Tgha, et réussit, en 1174, à réclamer de l'empereur byzantin qu'il laisse de côté une partie importante des demandes, pour se concentrer sur les questions dogmatiques, principalement la question du monophysisme ou du dyophysisme,,. Selon lui, les Arméniens sont plus attachés à leurs propres traditions liturgiques et culturelles qu'à l'union, et demander de telles concessions serait le moyen le plus sûr de faire avorter l'union.

## Déroulé et conséquences

### Déroulé
Grégoire IV Tgha préside le concile, qui se tient à Hromgla en avril 1178, ou à Pâques 1179,,. Le catholicos d'Albanie et 32 évêques d'Arménie, de Cilicie et de diaspora s'y rendent,,, même si l'évêque d'Ani et les higoumènes d'Haghpat et de Sanahin sont absents, notamment en raison de conflits avec l'Église géorgienne, qui les rendent très hostiles au concile d'union. Face à leurs accusations de nestorianisme, Grégoire leur envoie une lettre pacifique pour les reprendre et les invite à venir tout de même, en disant : « Les Grecs nous ont invité une fois, puis deux, ne devrions nous pas les rencontrer courageusement et soit être d'accord avec eux, soit les rendre d'accord avec nous ? »
Nersès de Lampron, évêque de Tarse, y fait un discours remarqué où il critique les antagonismes entre l'Église orthodoxe et l'Église apostolique arménienne et appelle à la paix et l'union,.
Le concile accepte l'union avec l'Église orthodoxe,, et propose une profession de foi dyophysite, acceptant la terminologie chalcédonienne,,. De surcroît, il condamne Eutychès et Nestorius. Le concile accepte aussi le Concile d'Ancyre, le Concile de Césarée, le Concile de Néocésarée, le Concile de Gangres, le Concile d'Antioche, le Concile de Laodicée et le Concile de Sardique. C'est aussi à partir de cette époque, et de ce concile, que le livre de l'Apocalypse fait son entrée dans la liste des livres canoniques de la Bible pour l'Église apostolique arménienne.
Grégoire envoie ensuite une lettre au patriarche de Constantinople ou il déclare qu'il « confesse, comme vous, l'union ineffable des deux natures du Christ ».

### Conséquences
À la suite de la mort de Manuel Ier Comnène, en 1180, l'accord signé tombe dans l'oubli,, notamment car en 1196, les Byzantins reprennent les demandes liturgiques que Manuel avait accepté de laisser de côté.
Le catholicos Guaréguine I écrit un article en 1999, où il revient sur le concile de Hromgla et l'apport de celui-ci à l'histoire et à la théologie de l'Église apostolique arménienne. Le catholicos de Cilicie Aram Ier Kechichian y consacre aussi un ouvrage, en 2011.